# Scoliopus
Die Pflanzengattung Scoliopus gehört zur Familie der Liliengewächse (Liliaceae). Sie wird auch Stinktopf genannt. Die nur zwei Arten kommen nur im westlichen Nordamerika vor.

## Beschreibung

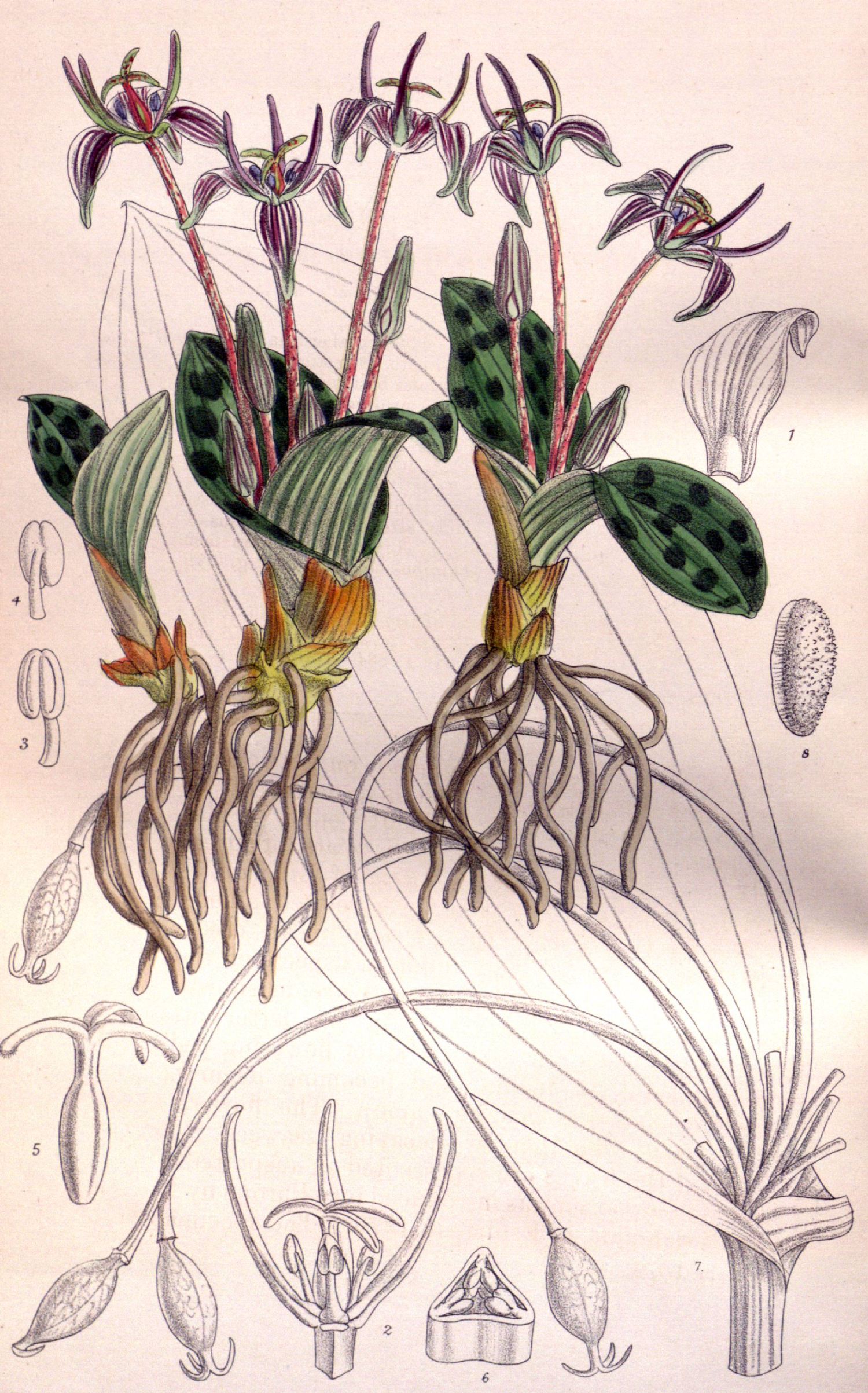
Illustration aus Curtis’s Botanical Magazin, Volume 123 von Scoliopus bigelovii mit vielen Details

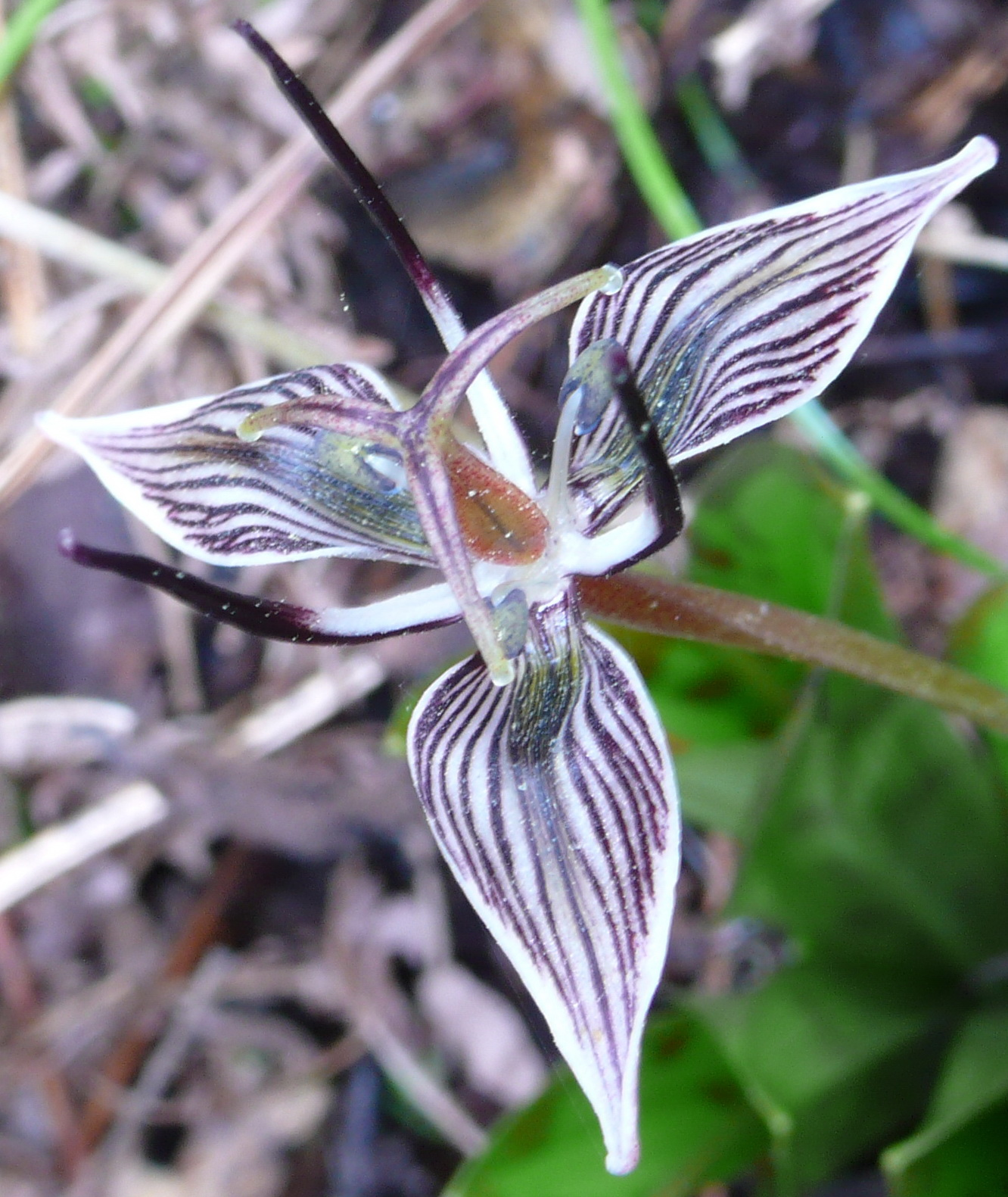
Blüte von oben von Scoliopus bigelovii

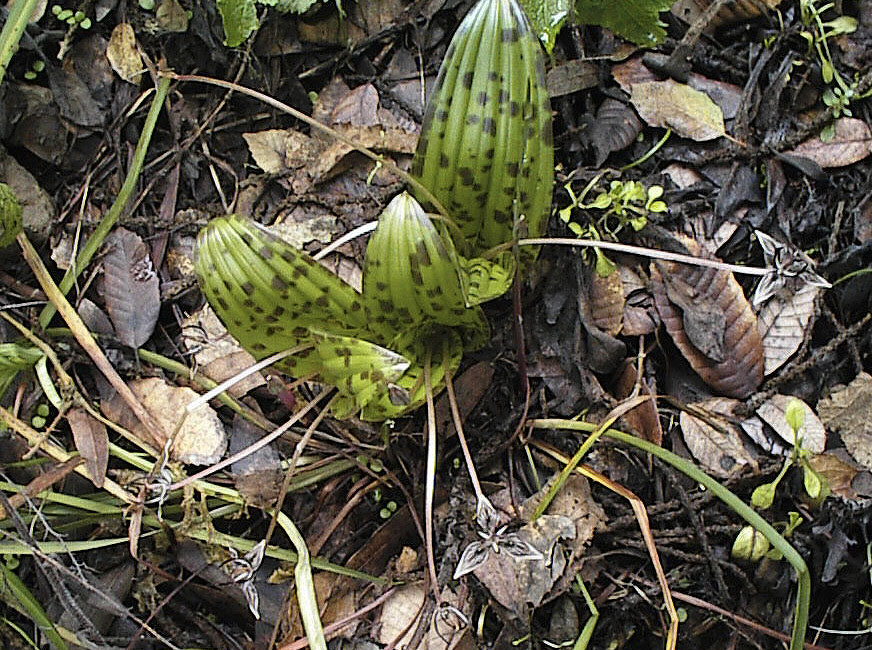
Habitus von Scoliopus bigelovii

### Erscheinungsbild und Blätter
Die Scoliopus-Arten wachsen als ausdauernde krautige Pflanzen. Als Überdauerungsorgane werden kurze, knollige Rhizome gebildet, an denen sich die kontraktilen Wurzeln befinden. Die unterirdischen aufrechten Sprossachsen sind kurz und unverzweigt.
Es sind zwei bis drei, selten bis zu vier grundständige Laubblätter vorhanden. Die gestielten oder fast sitzenden Laubblätter besitzen eine Blattscheide. Die einfachen Blattspreiten sind elliptisch bis länglich mit stumpfem oberen Ende. Die Blattunterseite ist dunkelgrün und die Blattoberseite ist heller sowie manchmal purpurfarben gefleckt. Es liegt Parallelnervatur vor.

### Blütenstände und Blüten
Die Blüten stehen in doldigen Blütenständen mit Bündeln aus relativ langen, verdrehten Blütenstielen.
Die relativ auffälligen, unangenehm riechenden Blüten sind zwittrig, radiärsymmetrisch und dreizählig. Es sind zwei ungleiche Kreise mit je drei freien, kronblattartigen Blütenhüllblätter vorhanden. Die drei äußeren Blütenhüllblätter sind eiförmig, lanzettlich bis verkehrt-lanzettlich und ausgebreitet bis zurückgebogen mit länglichen Drüsen an ihrer Basis. Die drei inneren Blütenhüllblätter sind aufrecht, linealisch und laufen über dem Stempel zusammen. Die Farbe der äußeren Blütenhüllblätter ist bei Scoliopus bigelovii grün und purpurfarben gefleckt und bei Scoliopus hallii gelblich-grün mit purpurfarbenen Linien. Es ist nur der äußere Kreis mit drei Staubblättern vorhanden. Die an der Basis der Blütenhüllblätter inserierten Staubfäden sind kahl und fadenförmig bis an ihrer Basis verbreitert. Die länglichen Staubbeutel sind frei beweglich. Die drei Fruchtblätter sind zu einem stark dreikantigen, oberständigen, einkammerigen Fruchtknoten verwachsen. 20 bis 40 Samenanlagen stehen in zwei Reihen in parietaler Plazentation. Der aufrechte, kurze Griffel endet in drei haltbaren, linealischen Narben, die ausgebreitet bis zurückgekrümmt sind mit tief geriffelter Innenfläche.

### Früchte und Samen
Die bei Reife bräunlich-purpurfarbenen Kapselfrüchte sind stark dreikantig, dünnschalig und öffnen sich beim Verwelken mit unregelmäßigen Teilstücken. Die Kapselfrüchte sind mit Griffel und Narben geschnäbelt.
Die leicht gebogenen, länglichen Samen besitzen ein Elaiosom.

### Chromosomenzahlen
Die Chromosomengrundzahl beträgt x = 7, 8.

## Systematik und Verbreitung
Die beiden Scoliopus-Arten kommen nur im westlichen Nordamerika nur in Kalifornien und Oregon vor.
Die Gattung Scoliopus wurde 1857 durch John Torrey in Reports of explorations and surveys: to ascertain the most practicable and economical route for a railroad from the Mississippi River to the Pacific Ocean, made under the direction of the Secretary of War, Volume 4, Issue 5, S. 145, Tafel 22 aufgestellt. Typusart ist Scoliopus bigelovii Torr. Der Gattungsname Scoliopus leitet sich aus den griechischen Wörtern skolios für gebogen und -pous für -füßig ab, dies bezieht sich auf die gewundenen, zurückgebogenen Blütenstiele.
Die Gattung Scoliopus gehört zur Unterfamilie Calochortoideae innerhalb der Familie Liliaceae, früher in Calochortaceae, Melanthiaceae, Scoliopaceae, Trilliaceae.
Es gibt nur zwei Scoliopus-Arten:
- Kalifornischer Stinktopf[1] (Scoliopus bigelovii Torr.): Sie gedeiht in Küstenmammutbaum-Wäldern und Küsten-Nadelwäldern, an moosigen Ufern von Gebirgsflüssen und schattigen Hängen in Höhenlagen zwischen 0 und 500 Metern nur in Kalifornien.[7][2]
- Scoliopus hallii S.Watson: Sie gedeiht in Nadelwäldern, an moosigen Ufern von Gebirgsflüssen in Höhenlagen zwischen 0 und 800 Metern nur in Oregon.[2]

## Nutzung
Scoliopus-Arten werden selten als Zierpflanze gehalten und von Sammlern sehr geschätzt.